# デストルニク
デストルニク(Destrnik)は、スロベニアの市である。